# Július Stano

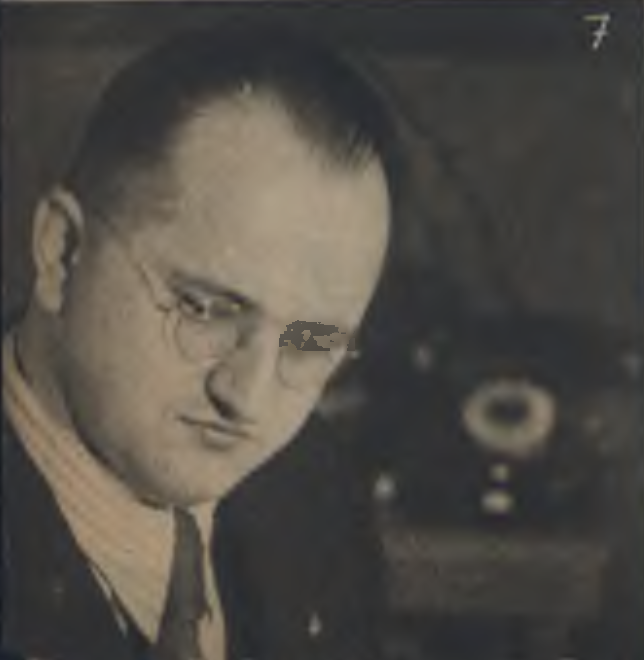
Július Stano (1941)

Július Stano (* 22. Februar 1900 in Ružomberok (Österreich-Ungarn); † 5. November 1971 ebenda) war ein slowakischer und tschechoslowakischer Politiker, Funktionär der Slowakischen Volkspartei und von 1939 bis 1944 Verkehrsminister und Minister für öffentliche Arbeit des Slowakischen Staates.

## Leben
Stano studierte Ingenieurwissenschaften in Großbritannien. Ab 1923 arbeitete er beim Sekretariat der Slowakischen Volkspartei von Andrej Hlinka. Von 1930 bis 1938 war er Stellvertretender Generalsekretär der Partei und von 1935 bis 1939 war er Abgeordneter im slowakischen Landtag. Nachdem die Slowakei sich auf Druck Adolf Hitlers am 14. März 1939 für unabhängig erklärte, wurde Stano Verkehrsminister und Minister für öffentliche Arbeit.
Innenpolitisch orientierte er sich während seines Wirkens als Minister am katholisch-konservativen Parteiflügel des Staatspräsidenten Jozef Tiso. 1940 versuchte der Führer des faschistisch-pronazistischen Parteiflügels Ministerpräsident Vojtech Tuka, Stano gemeinsam mit weiteren konservativen Ministern zum Rücktritt zu zwingen und durch radikale Slowakische Nationalsozialisten zu ersetzen. Auf Intervention des Staatspräsidenten behielt Stano jedoch bis 1944 seinen Ministerposten. In dieser Zeit wurde er vom deutschen Sicherheitsdienst als hundertprozentiger Judenfreund scharf kritisiert.
1945 wurde er festgenommen und 1947 von einem tschechoslowakischen Volksgerichtshof zu vier Jahren Haft verurteilt. Nach seiner Freilassung 1949 arbeitete er als administrativer Angestellter in Ružomberok.